# Pjatyhirske
Pjatyhirske (ukrainisch П'ятигірське; russisch Пятигорское Pjatigorskoje) ist eine Ansiedlung im Zentrum der ukrainischen Oblast Charkiw mit etwa 2500 Einwohnern (2001).
Die Siedlung ist das administrative Zentrum der gleichnamigen, 44,751 km² großen Gemeinde im Westen des Rajon Balaklija, zu der noch die Dörfer Hlasuniwka (Глазунівка, ⊙) mit etwa 130 Einwohnern und Serafymiwka (Серафимівка, ⊙) mit etwa 5 Einwohnern gehören.
Die Ortschaft liegt auf einer Höhe von 186 m südlich vom Ufer des Siwerskyj Donez, 25 km westlich vom ehemaligen Rajonzentrum Balaklija und etwa 85 km südlich vom Oblastzentrum Charkiw.
Durch das Dorf verläuft die Territorialstraße T–21–10.

## Geschichte
Bei der erstmals 1685 schriftlich erwähnte Ortschaft wurde von Siedlern aus den zentralen Regionen Russlands gegründet. 1917 erhielt die Siedlung auf Grund der Landschaft den Namen Pjatyhirske – zu deutsch fünf Hügel.
Im Gemeindegebiet begann 1946 eine geologische Expedition zur Entdeckung möglicher von Öl- und Gasvorkommen, mit dem Ergebnis, dass das Gebiet über große Erdgasreserven verfügt. 1950 wurde auf dem offenen Gasfeld am rechten Ufer des Siwerskyj Donez, das über Gasreserven von rund 500 Milliarden Kubikmeter verfügte, mit der Erdgasförderung begonnen. Zu diesem Zeitpunkt trug die Siedlung den Namen Schebelynska (Шебелинська) und nahm einen großen Aufschwung, später wurde sie in Tscherwonyj Donez (газовим Донбасом) umbenannt. Laut der Volkszählung von 1959 hatte das Dorf eine Einwohnerzahl von 1415 Einwohnern, und 1965 waren es bereits 4000 Bewohner. 1965 wurde in der Ortschaft, die inzwischen 32.000 m² Wohnfläche besaß, ein Kulturhaus mit einem Zuschauerraum mit 600 Plätzen erbaut. Ebenso zur Entwicklung der Ortschaft trug der Bau einer Geflügelfarm im Jahr 1965 bei. Heute trägt die Siedlung wieder den Namen Pjatyhirske.

## Verwaltungsgliederung
Am 12. Juni 2020 wurde das Dorf ein Teil der Siedlungsgemeinde Donez im Rajon Balaklija; bis dahin bildete es zusammen mit den Dörfern Hlasuniwka (Глазунівка) und Serafymiwka (Серафимівка) die Landratsgemeinde Pjatyhirske (П'ятигірська сільська рада/Pjatyhirska silska rada) im Nordosten des Rajons Balaklija.
Am 17. Juli 2020 wurde der Ort ein Teil des Rajons Isjum.